# Bupleurum mesatlanticum
Bupleurum mesatlanticum är en flockblommig växtart som beskrevs av René Verriet de Litardière och René Charles Maire. Bupleurum mesatlanticum ingår i släktet harörter, och familjen flockblommiga växter. Inga underarter finns listade i Catalogue of Life.